# Nilsen Peak
Il Nilsen Peak è un prominente picco roccioso antartico, alta 780 m, situato 9 km a nord del Monte Orndorff, all'estremità settentrionale del Waldron Spurs, che delimita il fianco orientale del Ghiacciaio Shackleton, nei Monti della Regina Maud, in Antartide.   
La denominazione fu assegnata dall'Advisory Committee on Antarctic Names (US-ACAN) in onore di Willy B. Nilsen (1921-1989), della U.S. Navy, sottotenente di vascello della nave USNS Chattahoochee durante l'Operazione Deep Freeze del 1965.